# Eusattodera thoracicus
Eusattodera thoracicus es una especie de insecto coleóptero de la familia Chrysomelidae.
Fue descrita científicamente en 1806 por Melsheimer.